# Pathfinder (rymdfärja)
För andra betydelser, se Pathfinder.

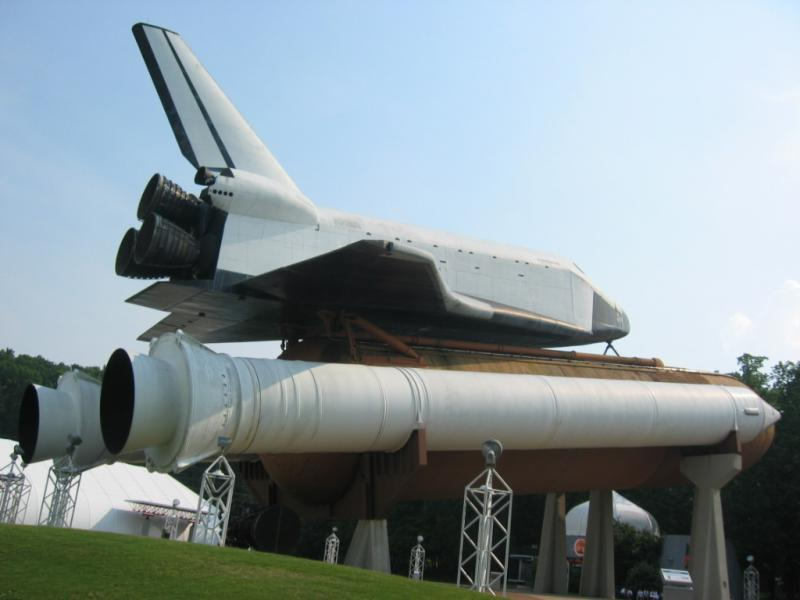
Pathfinder.

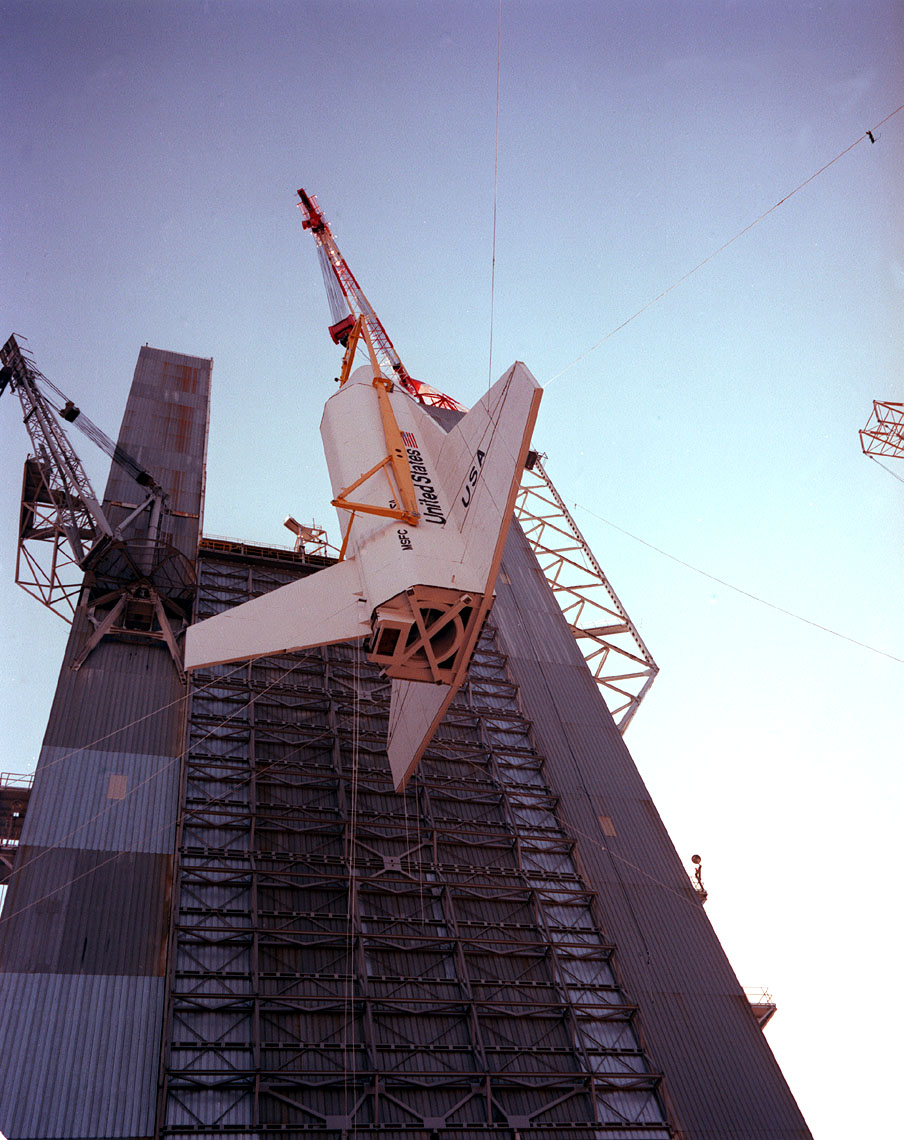
Pathfinder i originalutförande.

Pathfinder (OV-098) är ingen rymdfärja i egentlig mening utan en modell med ungefär samma vikt och storlek som en rymdfärja. Den är konstruerad av stål och trä och byggdes 1977 med avsikt att användas av NASA för att testa krankapaciteter, hur mycket utrymme som krävdes för att frakta farkosten och hur den passade i vissa byggnader. Modellen användes för att Nasa inte ville experimentera med den mycket dyrbarare Enterprise. Pathfinder är även märkbart kortare än de andra rymdfärjorna.
Då Nasa inte längre behövde farkosten köptes den av en japansk organisation som betalade för en renovering (och modifikationer så att den mer skulle efterlikna de nya och funktionella rymdfärjorna). Den ställdes ut i Tokyo och gavs namnet Pathfinder. Numera är färjan tillbaka i USA och kan beskådas på U.S. Space & Rocket Center i Huntsville, Alabama, där den monterats på en s.k full stack, det vill säga med extern bränsletank och fastbränsleraketer, för att efterlikna en rymdfärja som är redo för start. Noskonerna på de två fastbränsleraketerna avlägsnades 1999 av Nasa för att användas som reservdelar för den övriga rymdfärjeflottan.